# Cateel
Cateel ist eine Großraumgemeinde in der Provinz Davao Oriental und liegt auf der Insel Mindanao auf den Philippinen. Sie hat 40.704 Einwohner (Zensus 1. August 2015), die in 16 Barangays leben. Sie gehört zur zweiten Einkommensklasse der Gemeinden auf den Philippinen und gilt als teilweise urbanisiert.
Sie liegt an der Ostküste der Insel Mindanao nördlich von Mati City und ist über die Küstenstraße von dort erreichbar. Die Gemeinde belegt eine Fläche von 545,56 km² und das Terrain gilt bis auf den Küstenstreifen als gebirgig. Auf dem Gemeindegebiet liegen Teile des Naturschutzgebietes Aliwagwag Protected Landscape.

## Barangays
Die Großraumgemeinde ist in 16 Barangays unterteilt.
| - Abijod - Alegria - Aliwagwag - Aragon - Baybay - Maglahus - Mainit - Malibago | - San Alfonso - San Antonio - San Miguel - San Rafael - San Vicente - Santa Filomena - Taytayan - Poblacion |